# Peparik Dekat
Peparik Dekat is een bestuurslaag in het regentschap Gayo Lues van de provincie Atjeh, Indonesië. Peparik Dekat telt 283 inwoners (volkstelling 2010).